# Giáo phận Tallinn (Công giáo Rôma)
Giáo phận Tallinn là một giáo phận Công giáo tại Estonia. Giáo phận Tallinn có diện tích 45.213 km2, bao trùm toàn bộ nước Estonia. Ngai tòa của giám mục chính tòa đặt tại Nhà thờ chính tòa Thánh Petrus và Thánh Paulus, thành phố Tallinn. 
Địa hạt này từng là một hạt giám quản tông tòa thuộc Giáo hội Latinh từ lúc thiết lập vào ngày 1 tháng 11 năm 1924 đến ngày 26 tháng 9 năm 2024. Chức vụ giám quản tông tòa thường do các tổng giám mục hiệu tòa kiêm Sứ thần Tòa thánh tại Estonia, Latvia và Litva nắm giữ.

## Lịch sử
Tiền thân của Giáo phận Tallinn là một giáo phận có nhà thờ chính tòa đặt tại thành phố Reval (Reval là tên cũ của thành phố Tallinn) và tồn tại từ năm 1219 đến năm 1557.
Năm 1918, nước Estonia giành được quyền độc lập và nhờ đó, người dân Estonia được hưởng quyền tự do tín ngưỡng cách trọn vẹn. Tòa Thánh công nhận nền độc lập của Estonia vào ngày 10 tháng 10 năm 1921. Đến ngày 1 tháng 11 năm 1924, Tòa Thánh thiết lập Hạt giám quản tông tòa Estonia trên cơ sở tách một phần dân Chúa của Tổng giáo phận Riga trên lãnh thổ nước Estonia.
Hạt giám quản tông tòa Estonia trống tòa trong một khoảng thời gian dài kể từ khi Estonia bị Liên Xô chiếm đóng và sáp nhập sau khi Giám mục Eduard Profittlich S.J. qua đời do chính sách đàn áp đạo Công giáo của nhà cầm quyền cộng sản chủ nghĩa tại Estonia.
Từ năm 1992, sau khi Estonia tiến vào thời kỳ hậu cộng sản chủ nghĩa, Tòa Thánh khôi phục việc bổ nhiệm các chức sắc vào vị trí giám quản tông tòa của địa phận Estonia. Vào năm 1993, Hạt giám quản tông tòa Estonia vinh dự được nghênh tiếp Giáo tông Ioannes Paulus II đến thăm mục vụ.
Vào ngày 26 tháng 9 năm 2024, Tòa Thánh thiết lập Giáo phận Tallinn trên cơ sở toàn bộ dân Chúa và lãnh thổ của Hạt giám quản tông tòa Estonia.

## Các đời giám mục quản nhiệm

### Giám quản Tông tòa Estonia
1. Antonino Zecchini S.J. (01.11.1924 bổ nhiệm – 11.05.1931 từ nhiệm)
2. Tôi tớ Chúa Eduard Profittlich S.J. (11.05.1931 bổ nhiệm – 22.02.1942 qua đời)

- Trống tòa (1942–1992)

1. Justo Mullor García (15.04.1992 bổ nhiệm – 02.04.1997 từ nhiệm)
2. Erwin Josef Ender (09.08.1997 bổ nhiệm – 19.05.2001 từ nhiệm)
3. Peter Stephan Zurbriggen (15.11.2001 bổ nhiệm – 23.03.2005 từ nhiệm)
4. Philippe Jean-Charles Jourdan (01.04.2005 bổ nhiệm – 26.09.2024 được thăng làm Giám mục Chính tòa Giáo phận Tallinn)

### Giám mục Chính tòa Giáo phận Tallinn
1. Philippe Jean-Charles Jourdan (26.09.2024 – nay)